# Rubiana (parroquia)
Rubiana (llamada oficialmente Santa Mariña de Rubiá) es una parroquia y un lugar del municipio español de Rubiana, en la provincia de Orense, Galicia.

## Toponimia
La parroquia también es conocida por los nombres de Santa Marina de Rubia y Santa Marina de Rubiana.

## Organización territorial
La parroquia está formada por cuatro entidades de población:
- A Tapada
- O Val
- Trambasaugas
- Rubiá

## Demografía

### Parroquia
| Gráfica de evolución demográfica de Rubiana (parroquia) entre 2000 y 2023 |
|                                                                           |
| Datos según el nomenclátor publicado por el INE.                          |

### Lugar
| Gráfica de evolución demográfica de Rubiá (lugar) entre 2000 y 2023 |
|                                                                     |
| Datos según el nomenclátor publicado por el INE.                    |